# ریشتسبرگ
ریشتسبرگ (به آلمانی: Richtsberg) یک منطقهٔ مسکونی در آلمان است که در ماربورگ واقع شده‌است. ریشتسبرگ ۹٬۱۲۹ نفر جمعیت دارد.